# Bahnhof Solothurn
Der Bahnhof Solothurn ist ein Knotenpunkt mehrerer normal- und meterspuriger Eisenbahnstrecken. Er befindet sich in der Vorstadt von Solothurn, Schweiz, nahe der Stadtgrenze zu Zuchwil.
Der Bahnhof Solothurn, ursprünglich Neu-Solothurn, wird in Abgrenzung vom älteren Bahnhof Solothurn West, der heute nur noch Regionalzugshalt ist, oft auch als Hauptbahnhof Solothurn bezeichnet. Obwohl diese Bezeichnung nicht offiziell ist, gibt es in Solothurn dementsprechend auch eine Hauptbahnhofstrasse. Auch die Bushaltestelle am Bahnhof trägt den Namen Solothurn, Hauptbahnhof.

## Geschichte
Die Stadt Solothurn erhielt bereits am 1. Juni 1857 ihren ersten Bahnhof für die Linie der Schweizerischen Centralbahn (SCB) von Olten über Herzogenbuchsee nach Solothurn. Dieser Bahnhof lag auf der nördlichen Seite der Aare, obwohl schon damals die SCB einen Bahnhof auf der Südseite der Aare bevorzugt hätte.

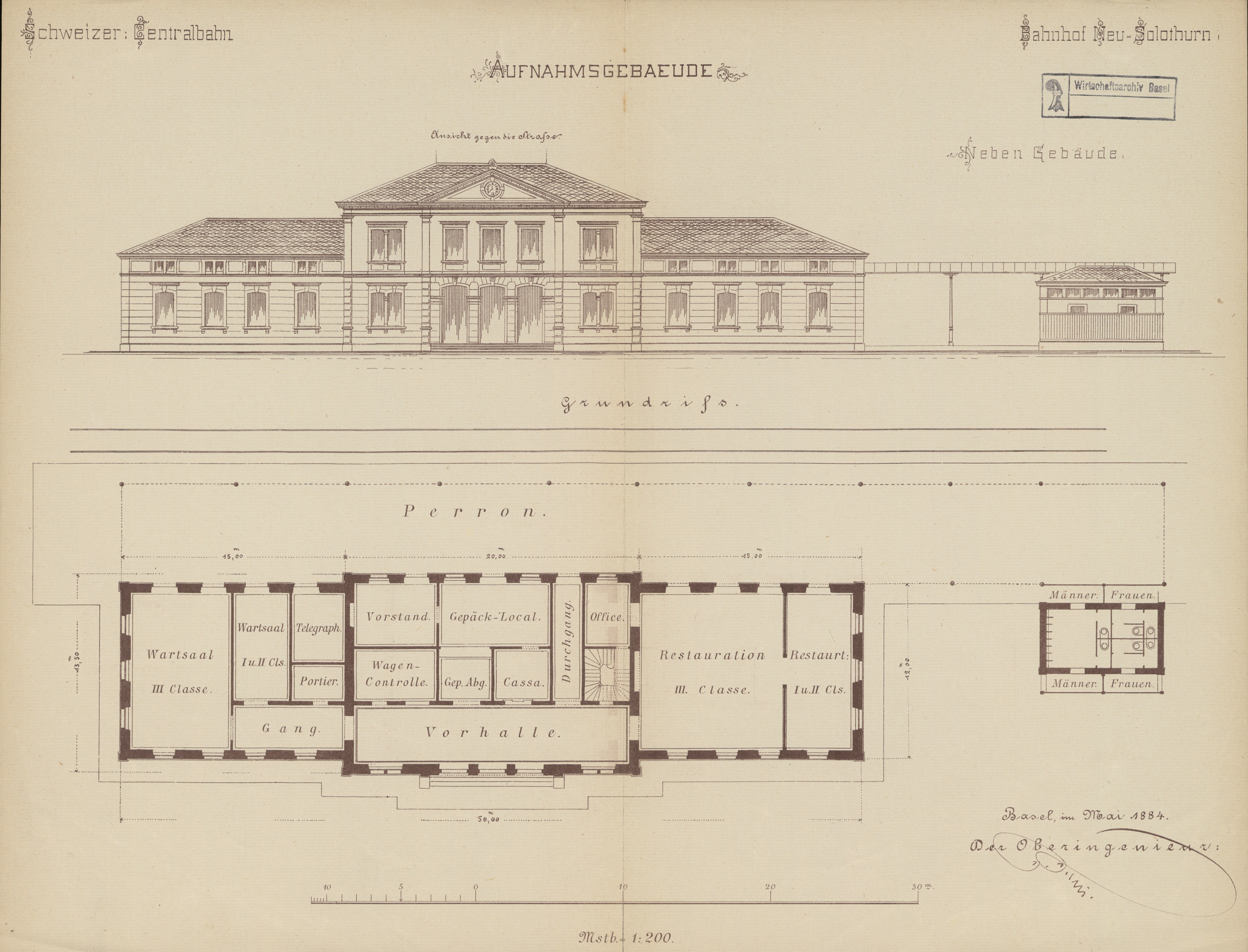
Bahnhof Neu-Solothurn: Aufnahmsgebäude, Fassade und Grundriss (1884)

1876 baute die SCB die Bahnstrecke Olten–Solothurn (Gäubahn) über Oensingen als letzten Abschnitt der Jurasüdfusslinie, um den Weg nach Solothurn und weiter in Richtung Biel gegenüber der bestehenden Strecke via Herzogenbuchsee zu verkürzen. Die Führung eines Zuges Olten-Solothurn über Herzogenbuchsee war zusätzlich erschwert, da dieser dort eine Spitzkehre befahren musste. Die Gäubahn wurde am 4. Dezember 1876 eröffnet, wobei in Solothurn als Empfangsgebäude erst ein Provisorium bereitstand. Durch seine Lage auf dem Gebiet der Vorstadt und teils ausserhalb der Siedlungsgrenze von Solothurn wurde der Bahnhof als Neu-Solothurn bezeichnet. Diese Bezeichnung wurde 1915 aufgegeben, seither wird der Bahnhof nur noch als Bahnhof Solothurn bezeichnet.

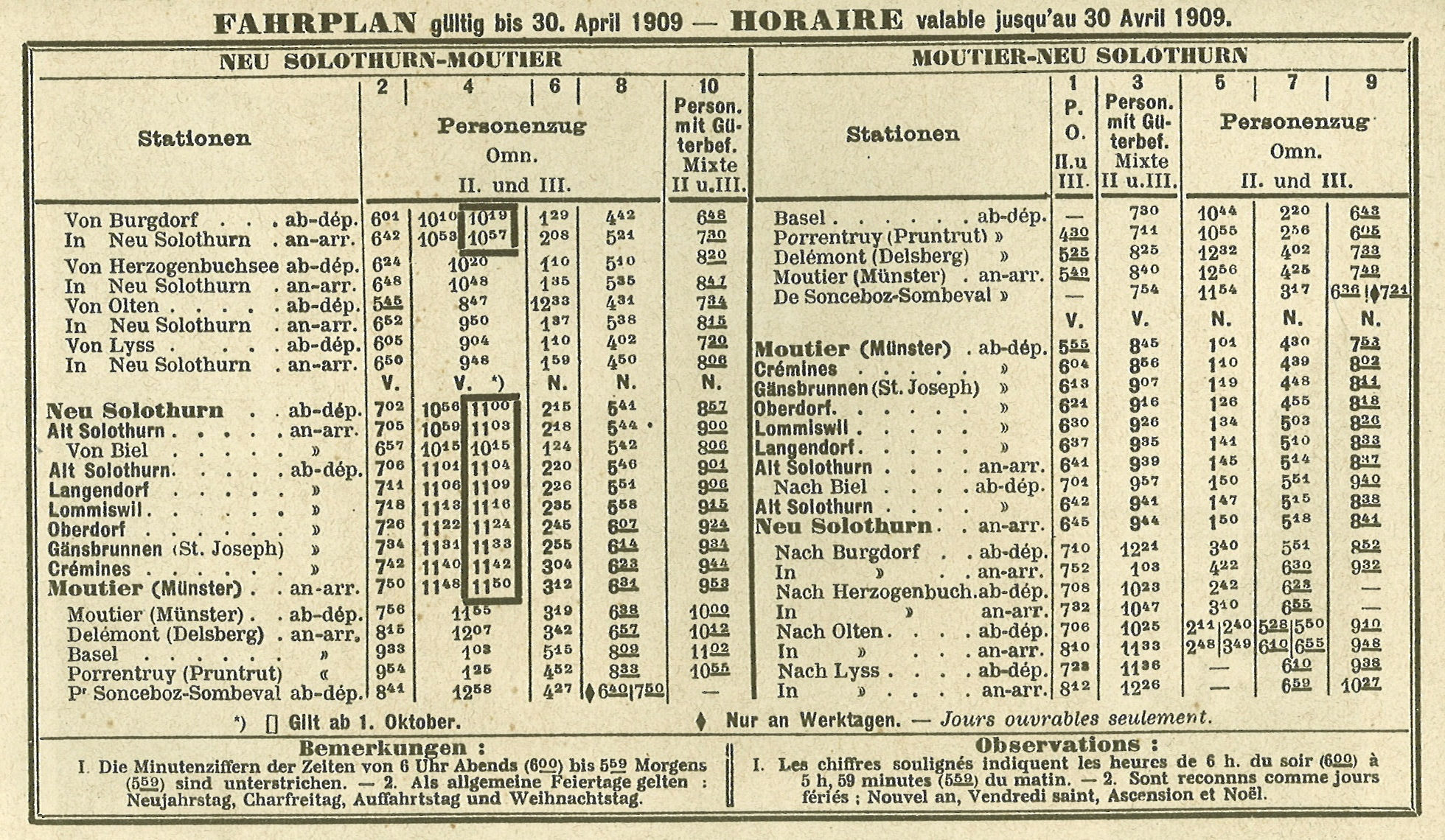
Erster Fahrplan der SMB 1908/1909

Mit der Eröffnung des Bahnhofes Neu-Solothurn wurde der bestehende Bahnhof in Alt-Solothurn umbenannt; diese Bezeichnung behielt er bis im Sommer 1915. Die SCB hatte versucht, den alten Bahnhof aufzugeben, was ihr allerdings nicht gelang, und seit dem Bau der am 1. August 1908 eröffneten Solothurn-Münster-Bahn (SMB) auch nicht sinnvoll gewesen wäre. Alt-Solothurn wurde durch die SMB zum Verzweigungsbahnhof, allerdings endeten die SMB-Züge von Anfang an in der Regel im damaligen Neu-Solothurn. Später wurde Alt-Solothurn in Solothurn West umbenannt, welche Bezeichnung der Bahnhof noch heute trägt. Für einen gewissen Zeitraum scheint auch Solothurn Stadt gebräuchlich gewesen zu sein, da Solothurn West auf der Altstadtseite der Aare liegt.
Am Eröffnungstag des Bahnhofes Neu-Solothurn, am 4. Dezember 1876, wurden sowohl die Gäubahn als auch die Strecke von Solothurn nach Busswil (-Lyss) eröffnet. Auch die Strecke Solothurn-Biberist der Emmentalbahn (EB) wurde am gleichen Tag in Betrieb genommen.
Das heutige Empfangsgebäude des Solothurner «Hauptbahnhofs» wurde von 1884 bis 1886 errichtet. Es wurde wahrscheinlich 1921 um seitliche Anbauten erweitert. Der Namenswechsel von Bahnhof Neu-Solothurn nach Bahnhof Solothurn fand im Sommer 1915 statt. Seit der Eröffnung der ESB 1916 wurde nur noch der heutige Name genutzt.
Am 9. April 1916 wurde die meterspurige Strecke Solothurn-Zollikofen eröffnet, diese endet im südlichen Teil des Bahnhofes, wo schon 1914 ein Depot errichtet wurde. Aus der damaligen Elektrischen Schmalspurbahn Solothurn–Bern (ESB) wurde 1922 durch die Fusion mit der BZB die Solothurn-Zollikofen-Bern-Bahn, welche wiederum seit 1984 zum Regionalverkehr Bern–Solothurn gehört. Im Jahr 1925 wurde die meterspurige Strecke Solothurn Baseltor–Solothurn eröffnet. Diese Strecke der Solothurn-Niederbipp-Bahn (SNB) endet auf dem Bahnhofsvorplatz. Zwar erreichte die Bahn schon am 9. Januar 1916 die Stadt Solothurn, endete aber zu diesem Zeitpunkt beim Baseltor. Die SNB gehört seit 1999 zur Aare Seeland mobil.

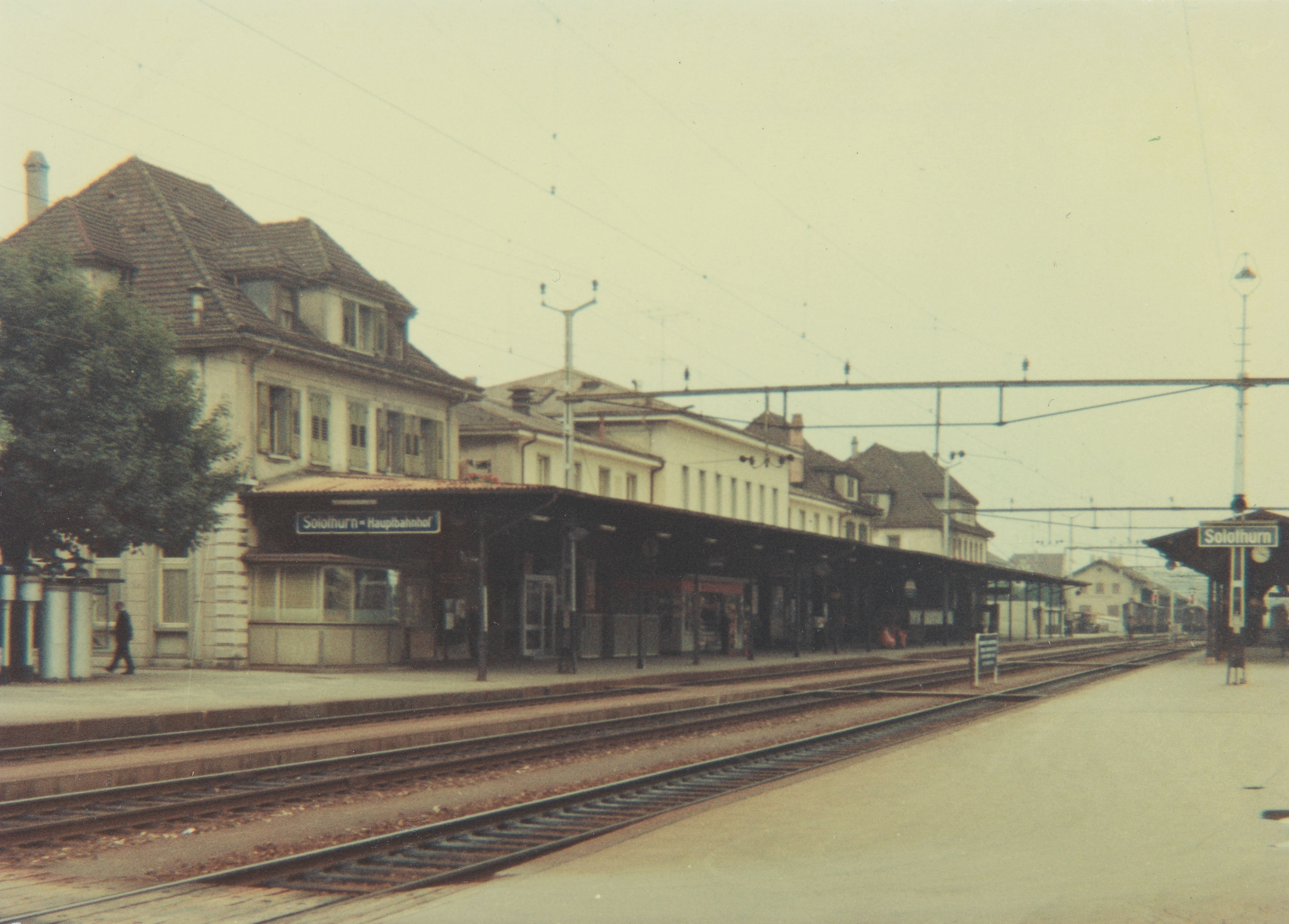
Bahnhofgebäude, Gleisseite mit Schild "Solothurn-Hauptbahnhof" (ca. 1970)

Die beiden schmalspurigen Bahnen wurden von Anfang an elektrisch betrieben. Der elektrische Betrieb auf der Strecke Biel-Olten konnte am 23. Dezember 1927 aufgenommen werden, auf der EB am 1. September 1932, auf der SMB am 2. Oktober 1932 und auf der Strecke Busswil-Herzogenbuchsee am 3. Oktober 1944. Alle Normalspurstrecken, die einen Bahnhof von Solothurn berühren, sind mit Einphasenwechselstrom mit einer Spannung von 15'000 Volt mit der Frequenz von 16,7 Hertz elektrifiziert worden.
Die Strecke Herzogenbuchsee-Solothurn wurde 1992 stillgelegt, wobei der Streckenabschnitt Solothurn - Derendingen heute einen Ast der Ausbaustrecke Solothurn–Wanzwil bildet. Die nicht benutzte Reststrecke zwischen Derendingen und Herzogenbuchsee wurde abgebaut. 1994 wurde die Strecke Solothurn-Büren an der Aare stillgelegt. Die Fahrleitung wurde zurückgebaut, die Strecke bis Arch von Solothurn aus wird noch als Anschlussgeleis benutzt. In Büren an der Aare wurde ein Prellbock fest montiert, so dass die Strecke nicht mehr durchgängig befahrbar ist, obwohl auf der gesamten Strecke noch Gleise vorhanden sind.

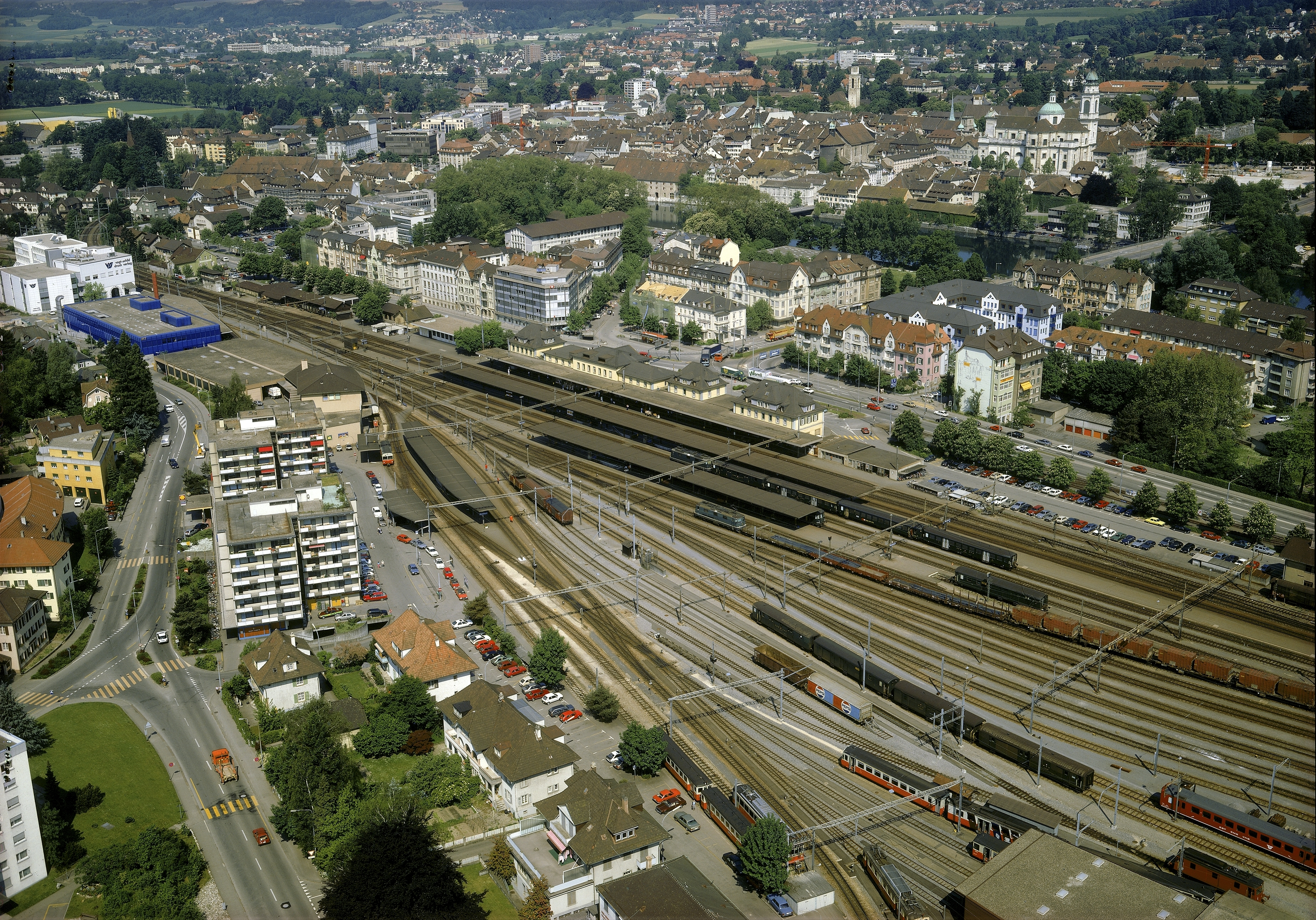
Luftbild (1989)

Die Strecke Solothurn West-Solothurn, mit der 104 Meter langen Aarebrücke, wurde als letzte zwischen Biel und Solothurn am 8. April 1932 doppelspurig ausgebaut, die Strecke nach Olten Hammer zwischen 1950 und 1955 (Solothurn–Luterbach-Attisholz 29. Mai 1954). Der erste Abschnitt der Strecke nach Biberist wurde zusammen mit dem Bau der A5 doppelspurig ausgebaut.

## Trivia
Am 22. Dezember 2018 hat Die Schweizerische Post ihre Filiale im Bahnhofsgebäude geschlossen. Die Räumlichkeiten wurden von Coop übernommen. Darin entstand auch eine Postagentur.

## Bahnstrecken und Verkehrsanbindung
In Solothurn treffen sich auf Normalspur:
- die Jurafusslinie, mit der Bahnstrecke Olten–Solothurn (Gäubahn)
- die Ausbaustrecke Solothurn–Wanzwil beziehungsweise die ehemalige Bahnstrecke Solothurn–Herzogenbuchsee,
- die Bahnstrecke Solothurn–Lyss über Büren an der Aare, auf deren Abschnitt Solothurn-Büren kein Personenverkehr mehr stattfindet (auf Busbetrieb umgestellt),
- die Bahnstrecke Solothurn–Burgdorf der BLS (ehemalige Emmental-Burgdorf-Thun-Bahn),
- die Bahnstrecke Solothurn–Moutier der BLS (ehemalige Solothurn-Münster-Bahn)

sowie auf Meterspur:

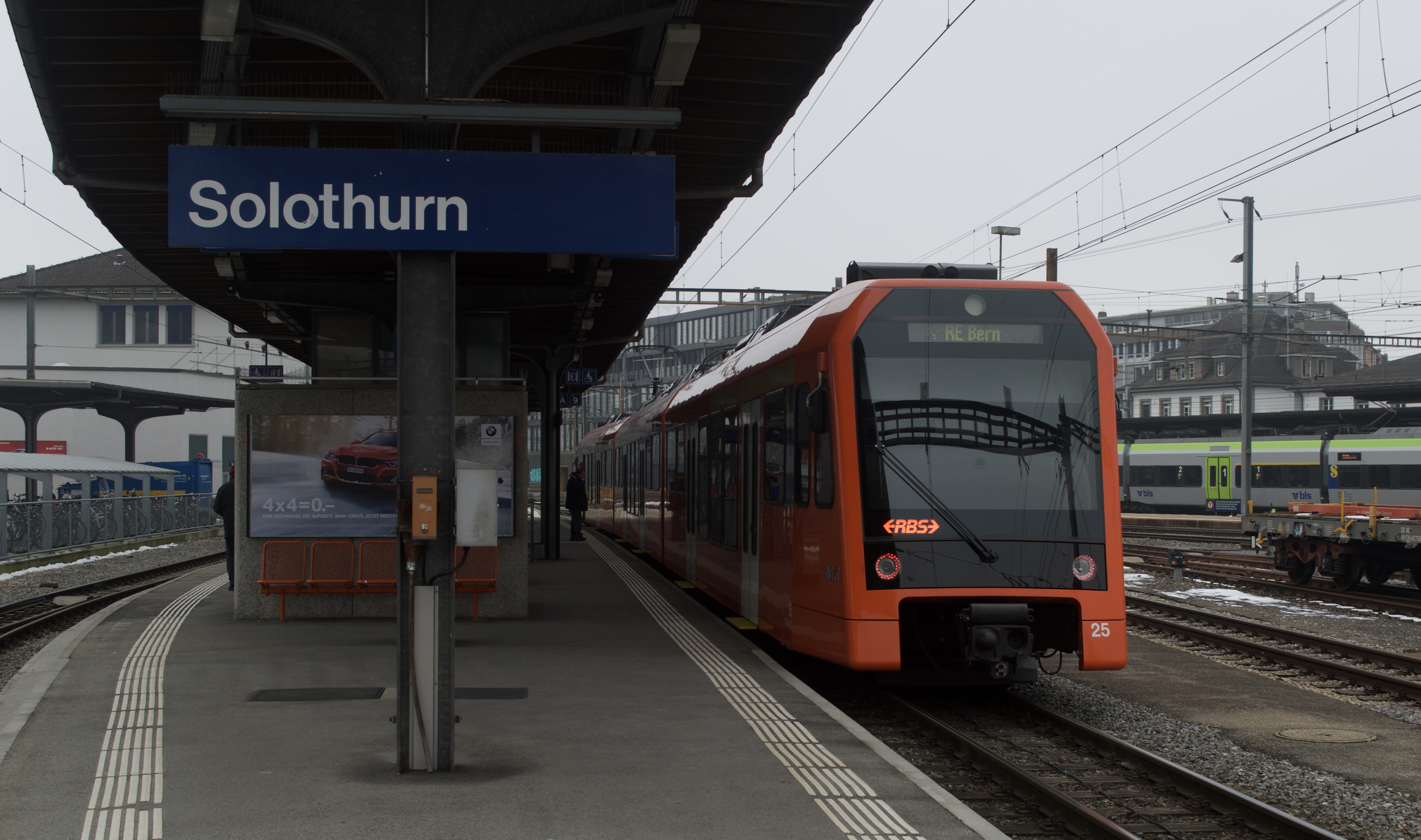
RBS auf Gleis 9 (2019)

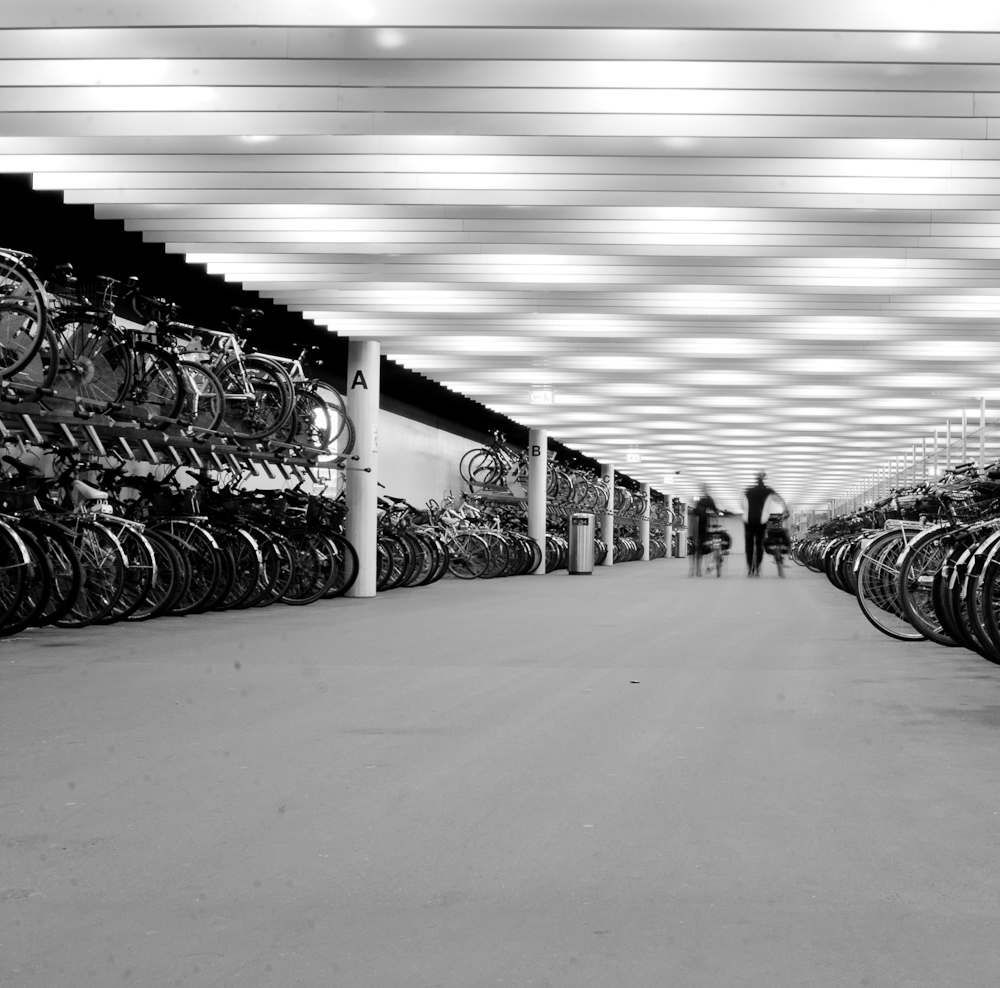
Unterführung mit Velo-Abstellraum (2011)

- Bern–Zollikofen–Solothurn des Regionalverkehr Bern–Solothurn
- Solothurn–Oensingen–Langenthal der Aare Seeland mobil (Solothurn-Niederbipp-Bahn).

Es besteht keine Gleisverbindung zwischen den beiden meterspurigen Strecken, die Solothurn-Niederbipp-Bahn endet auf dem Bahnhofplatz.
Es verkehren folgende Fern- und Regionalverkehrslinien ab Solothurn:
- 5 Lausanne – Biel/Bienne – Zürich HB ( – St. Gallen/Rorschach)  TT FZ BZ FS RZ , im Sommer zusätzlich , Lausanne–Zürich HB stündlich, mit Verlängerung zur Hauptverkehrszeit nach St. Gallen, Genève–Rorschach stündlich
- 5 Bern – Biberist RBS – Solothurn (RBS; halbstündlich, viertelstündlich in HVZ; NExT-Züge)
- S 8 Bern – Jegenstorf (– Solothurn) (RBS) (zu Randzeiten statt RegioExpress bis Solothurn)
- S 20 Olten – Solothurn – Biel/Bienne / (Langendorf – Oberdorf SO) (SBB; halbstündlich bis Solothurn; FLIRT-Züge)
- S 21 Solothurn – Gänsbrunnen – Moutier (SBB; stündlich, einzelne Verdichtungszüge; Domino-Züge)
- S 44 Thun – Belp – Bern – Burgdorf (Flügelung) – Sumiswald-Grünen / Solothurn  (BLS; stündlich; NINA-Züge)
- Solothurn – Burgdorf – Thun (BLS; stündlich; NPZ-Züge)
- Solothurn – Wiedlisbach – Oensingen – Langenthal (ASm; halbstündlich; STAR-Züge)

Der Bahnhof Solothurn wird zudem von mehreren Buslinien bedient, die vom Busbetrieb Solothurn und Umgebung und der PostAuto Schweiz AG betrieben werden.